# ديوغو لويس
ديوغو لويس هو لاعب كرة قدم برتغالي، ولد في 10 أغسطس 1980 في لشبونة في البرتغال. شارك مع منتخب البرتغال تحت 21 سنة لكرة القدم. أما مع النوادي، فقد لعب مع أبولون ليماسول وألفيركا وإشتوريل برايا ونادي بنفيكا ونادي بيرا مار ونادي ليتشويس ونافال.

## وصلات خارجية
- ديوغو لويس على موقع قاعدة بيانات كرة القدم.إي يو (الإنجليزية)